# Zanthoxylum harrisii
Zanthoxylum harrisii är en vinruteväxtart som beskrevs av Percy Wilson. Zanthoxylum harrisii ingår i släktet Zanthoxylum och familjen vinruteväxter. Inga underarter finns listade i Catalogue of Life.